# Гелофиты

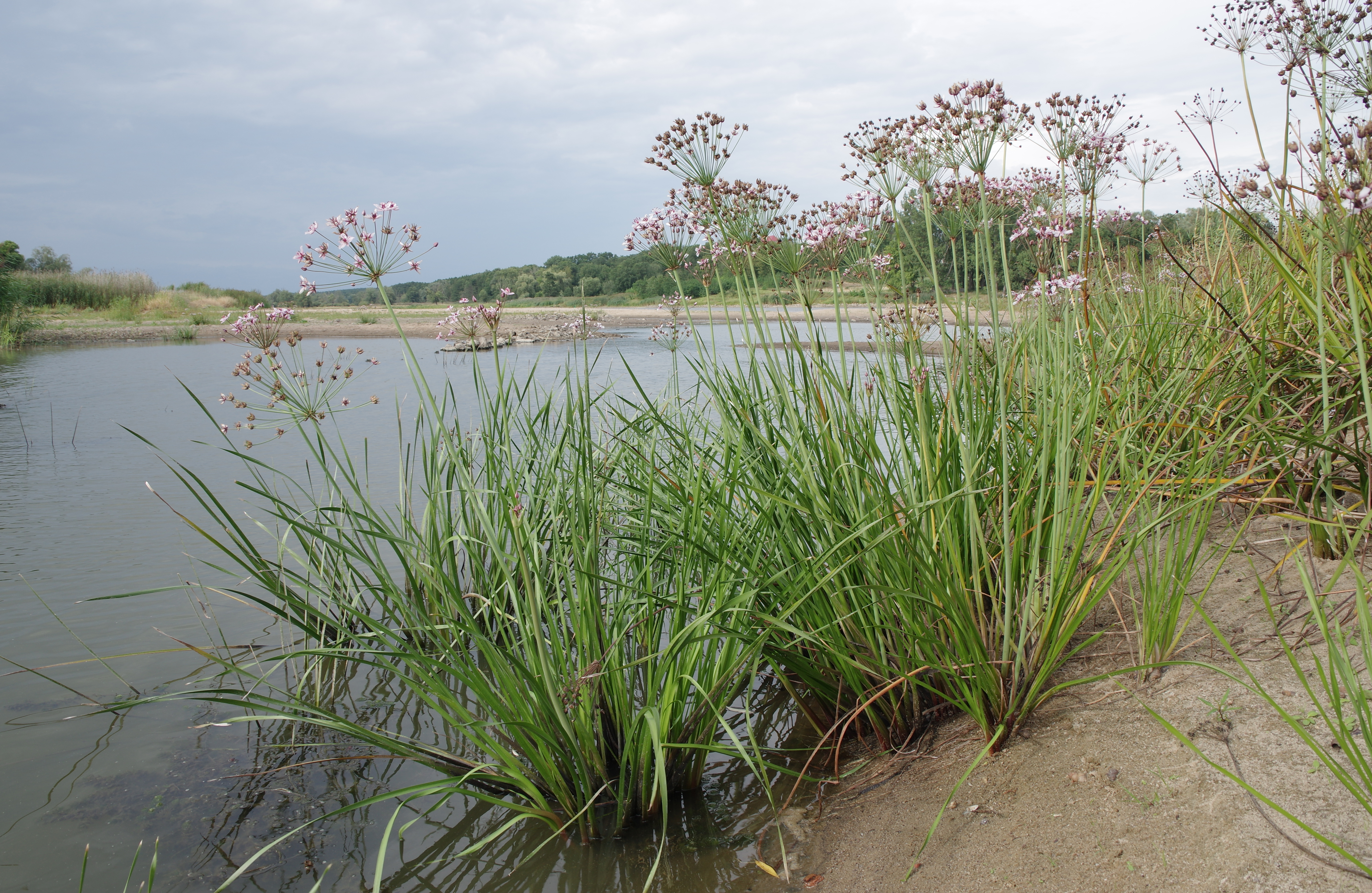
Сусак зонтичный (Butomus umbellatus) — земноводное растение, которое может жить как погруженным в воду, так и на берегу водоёма

Гелофи́ты (от др.-греч. χέλος — болото + φυτόν — растение) — воздушно-водные укореняющиеся травянистые растения, вегетативное тело которых находится как в воде, так и над её поверхность. Иногда гелиофитами называют экологическую группу «растения болот». 
Гелиофиты — земноводные растения, промежуточная форма между водными и сухопутными растениями. Жизненный цикл гелофитов может проходить как в воде, так и влажных берегах водоёмов. Это их отличает от другой группы растений водоёмов —  гидрофитов, водных растений, успешный жизненный цикл которых возможен только в воде и от сухопутных растений, которые могут только временно переносить затопление. Так как гелиофиты обитают в водоёмах или на берегах, они относятся к группе влаголюбивых растений — гигрофитам.  
Согласно системе жизненных форм Раункиера гелофиты являются подтипом криптофитов, так как почки возобновления находятся в почве, на дне водоёма.

## Места обитания
Растения этой экологической группы занимают прибрежные мелководья с глубиной до 1 (2) м. Обычно базальные части надземных побегов гелофитов частично погружены в воду, однако эти растения способны переносить длительное обсыхание в период вегетации. Гелофиты типичны для флоры болот.
Более узкая экологическая группа с точки зрения места обитания — гигрогелофиты —  это растения уреза воды, типичными местообитаниями которых являются низкие уровни береговой зоны затопления, зона контакта берега и водного тела (т. е. уреза воды) и прибрежные отмели с глубиной до 20 (40) см, многие из них типичны для окраин озерных сплавин. Нередко, укореняясь на топких берегах, они наплывают на открытую воду.

## Морфологические особенности
Особенности анатомической структуры гелофитов обусловлены дефицитом воздуха в затопленном грунте. Отсутствие кислорода в грунте затрудняет аэрацию, дыхание и всасывание корней гелофитов. Главная анатомическая особенность гелофитов — развитая система воздушных полостей (аэренхима) в листьях и стеблях, расположенная между сосудисто-волокнистыми пучками. Аэренхима обеспечивает непрерывную аэрацию растений в условиях затопления.
Механические ткани у растений хорошо развиты, за исключением подводных форм.
Гелофиты характеризуются высокой транспирацией. Поэтому при недостатке воды у гелофитов наблюдается подсыхание и отмирание частей листовых пластинок.
Гелофиты делятся на две экологические подгруппы:
- высокотравные гелофиты — средняя высота побегов 180–250[6](300)[7] см,
- низкотравные гелофиты — средняя высота побегов 60–100 см.

## Представители
В составе водной флоры России к гелофитам относится 49 видов сосудистых растений из 13 родов. Некоторые примеры:
- ежеголовник всплывающий  (Sparganium emersum)
- ежеголовник злаковидный (Sparganium gramineum)
- ежеголовник плавающий (Sparganium natans)
- ежеголовник прямой (Sparganium erectum)
- ежеголовник скученный (Sparganium glomeratum)
- ежеголовник узколистный (Sparganium angustifolium)
- камыш Табернемонтана (Schoenoplectus tabernaemontanii)
- камыш озёрный (Scirpus lacustris)
- лютик длиннолистный (Ranunculus lingua)
- манник большой (Glyceria maxima)
- меч-трава обыкновенная (Cladium mariscus)
- монтия ключевая (Montia fontana)
- поручейница водяная (Catabrosa aquatica)
- рогоз Лаксмана (Typha laxmanni)
- рогоз узколистный (Typha angustifolia)
- рогоз широколистный (Typha latifolia)
- стрелолист стрелолистный (Sagittaria sagittifolia)
- сусак зонтичный (Butomus umbellatus)
- тростянка овсяницевая (Scolochloa festucacea)
- тростник южный (Phragmites australis)
- хвостник обыкновенный (Hippuris vulgaris)
- хвощ приречный (Equisetum fluviatile)
- частуха злаковидная  (Alisma gramineum)
- частуха ланцетная (Alisma lanceolatum)
- частуха подорожниковая (Alisma plantago-aquatica)
- частуха Юзепчука  (Alisma juzepczukii)
- цицания широколистная (Zizania latifolia)